# Korup (peuple)
Pour les articles homonymes, voir Korup.
Les Korup (ou Odudop) sont une population forestière vivant au Cameroun, dans la Région du Sud-Ouest, et de l'autre côté de la frontière dans l'État de Cross River au Nigeria.
Du côté camerounais on les trouve principalement dans quatre villages de l'arrondissement de Mundemba : Erat (ou Ekon II, le plus gros, situé dans l'enceinte du Parc national de Korup), Ikondokondo (autrefois à l'extérieur, mais relocalisé à l'intérieur du parc en 2000), ainsi que Ekon I et Akpasang, tous deux en dehors du parc, mais tout proches.
Contrairement à leurs voisins, les Bakoko ou les Batanga, ils n'appartiennent pas au groupe bantou.

## Langues
Ils parlent le korup (ou korop), une langue cross river, dont le nombre de locuteurs pour les deux pays était estimé à 17 640 en 2007. Mais la plupart utilisent aussi le pidgin camerounais, la lingua franca de la région.